# Буньяратглин, Сонтхи
Сонтхи Буньяратглин (тайск. สนธิ บุญยรัตกลิน; род. 2 октября 1946, Патхумтхани) — таиландский военный и политический деятель, бывший главнокомандующий Королевской армией Таиланда с 2005 по 2007 год. В 2006 году возглавил бескровный переворот, который привёл к свержению правительства Таксина Чинавата. С 2011 года — член парламента Таиланда.
Родился в пригороде Бангкока. Происходит из влиятельного семейства: его мать служила фрейлиной при королевском дворе, а один из предков был первым духовным лидером тайских мусульман. В 1969 году окончил Королевскую военную академию Чулачомклао, дальнейшую подготовку проходил в США. В составе тайского контингента принимал участие в войне во Вьетнаме. Проходил службу в частях специального назначения, руководил рядом элитных подразделений, возглавлял Командование особых методов ведения войны.
В октябре 2005 года генерал Сонтхи стал первым мусульманином, занявшим пост главнокомандующего Королевской армией Таиланда. Назначение сочли неожиданным, поскольку Сонтхи не входил в число приближённых премьер-министра Таксина Чинавата. По мнению аналитиков, выбор пал на него в результате компромисса между премьером и влиятельными королевскими советниками.
Отношения главы правительства и военачальника складывались не лучшим образом. Сонтхи отказывался предоставить войска для подавления направленных против Таксина акций протеста, в июле 2006 года начал перемещать назначенцев премьера на периферийные должности. Важной причиной разногласий стало продолжающееся на юге Таиланда противостояние правительственных сил с мусульманскими повстанцами. Сонтхи, которого Таксин назначил ответственным за разрешение кризиса, призывал к началу переговоров с мусульманами, но премьер проигнорировал его совет, и кровопролитие продолжалось.
19 сентября 2006 года Сонтхи встал во главе бескровного государственного переворота, осуществлённого военными. Он возглавил временный Совет политических реформ, приостановил действие конституции, ввёл военное положение. Руководители путча заявили, что новый премьер-министр будет назначен в течение двух недель и власть будет возвращена народу. Ранее Сонтхи не был замечен в политических амбициях, и возможными причинами переворота называли планы Таксина по вводу в стране чрезвычайного положения или осуществлению очередной кадровой перестановки в военном руководстве.
Осенью 2007 года, оставив свои военные посты, Сонтхи был назначен заместителем премьер-министра Таиланда Сураюда Чуланонта по вопросам безопасности. Однако уже в конце декабря того же года Сонтхи лишился своего поста в связи со сменой правительства после выборов.
В 2009 году Сонтхи возглавил небольшую мусульманскую партию «Отечество», основной целью которой декларировалось национальное примирение. На парламентских выборах 2011 года партия получила два места, и Сонтхи получил мандат депутата нижней палаты парламента Таиланда.